# Bäckesjön
Bäckesjön (estniska: Karjatse meri) är en sjö i västra Estland. Den ligger i Nuckö kommun i Läänemaa, 80 km sydväst om huvudstaden Tallinn. Bäckesjön ligger 1 meter över havet. Arean är 0,33 kvadratkilometer.
Bäckesjön ligger på byn Hargas marker och var, liksom Sutlepsjön och Bysholmsviken, tidigare en del av det sund som förr skilde Nuckö från fastlandet. Omgivningarna runt Bäckesjön är en mosaik av jordbruksmark och naturlig växtlighet. Den sträcker sig 1,2 kilometer i nord-sydlig riktning, och 0,8 kilometer i öst-västlig riktning.